# چساره مارتین

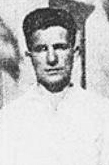
چساره مارتین

چساره مارتین (به ایتالیایی: Cesare Martin) بازیکن فوتبال و اهل ایتالیا است که از سال ۱۹۲۳ میلادی عضو تیم ملی فوتبال ایتالیا بوده و در ۱ بازی ملی حضور داشته‌است. او در بازی‌های ملی‌اش گلی به ثمر نرساند.
چساره مارتین آخرین بازی ملی خود را در سال ۱۹۲۳ میلادی انجام داد.